# Fredlanea virginea
Fredlanea virginea är en skalbaggsart som först beskrevs av Fabricius 1801.  Fredlanea virginea ingår i släktet Fredlanea och familjen långhorningar. Inga underarter finns listade i Catalogue of Life.